# Clementa Pinckney
Clementa Carlos „Clem“ Pinckney (30. července 1973 – 17. června 2015) byl americký politik, člen sněmovny reprezentantů a později senátor státu Jižní Karolína za Demokratickou stranu. V senátu byl za 45. okrsek od roku 2000 až do své smrti.
Pinckney byl pastorem v Charlestonu. 17. června 2015 byl jednou z obětí střelby při večerním čtení Písma svatého v tamním kostele Africké metodistické episkopální církve.

## Dětství a vzdělání
Pinckney se narodil v Beaufortu učitelce Theopii Stevensonové Aikensové (1945–2005) a automechanikovi Johnu Pinckneymu. Už od třinácti let vedl modlitby ve svém kostele a v 18 letech se stal pastorem.
Ze strany matky bylo povolání reverend v Africké metodistické episkopální církvi součástí rodinné stevensonovské tradice. Jeho pradědeček reverend Lorenzo Stevenson bojoval za zrušení rasově oddělených základních škol a strýc referend Levern Stevenson spolupracoval s NAACP při úsilí o zrušení segregace ve školních autobusech.
Pinckney vystodoval střední školu v Jasper County. V roce 1995 absolvoval Allenovu univerzitu a o čtyři roky později obhájil titul magistra veřejné správy na Univerzitě Jižní Karolíny. Později absolvoval Luteránský teologický jižní seminář a studoval Wesleyho teologický seminář.

## Kariéra

### Církevní kariéra
Pinckney se stal v roce 2010 pastorem kostela Africké metodistické episkopální církve v Charlestonu. V této pozici následoval vzory jiných vedoucích osobností v církvi a zapojil se i do politiky, aby ještě lépe sloužil své obci. Sám Pinckney se svěřil, že cítil svou politickou činnost jako pokračování církevní práce.

### Politická kariéra
Poprvé byl Pinckney zvolen do parlamentu Jižní Karolíny v roce 1996 ve věku 23 let. Byl tak nejmladším Afroameričanem, který kdy nastoupil do takové funkce v Jižní Karolíně. Sloužil ve sněmovně reprezentantů až do roku 2000, kdy byl zvolen do státního senátu za 45. okrsek.
Jako senátor prosazoval zákon, podle kterého by policisté museli nosit na své uniformě kameru. Bylo to poté, co policista v North Charlestonu zabil osmi ranami neozbrojeného černocha Waltera Scotta.

## Osobní život
V roce 1999 si Pinckney vzal Jennifer Benjaminovou, se kterou se seznámil za studií na Allenově univerzitě a byli spolu i na Univerzitě Jižní Karolíny. Měli spolu dvě dcery, Elianu Yvette Pinckneyovou a Malanu Elise Pinckneovou.

## Smrt
Večer 17. června 2015, poté, co strávil většinu dne na předvolební kampani s kandidátkou Hillary Clintonovou, Pinckney vedl čtení ze Svatého slova a modlitby v kostele v Charlestonu. Na shromáždění zahájil palbu 21letý Dylann Roof a zabil celkem devět lidí včetně Pinckneyho. FBI vyšetřovala čin jako zločin z nenávisti, ale byla kritizována, že ho neoznačila za rasisticky motivovaný teroristický čin.
Rakev s Pinckneyho ostatky byla vystavena v rotundě Kapitolu Jižní Karolíny, a v kostelech Africké metodistické episkopální církve v Ridgelandu a Charlestonu. Pohřeb proběhl 26. června 2015 ve sportovní hale TD Arena, která byla zcela zaplněná. Pohřbu se zúčastnili např. prezident Barack Obama, jeho choť Michelle Obamová, viceprezident Joe Biden a další osobnosti. Smuteční řeč pronesl i sám Obama.